# Pteromalus helenomus
Pteromalus helenomus är en stekelart som först beskrevs av Graham 1969.  Pteromalus helenomus ingår i släktet Pteromalus och familjen puppglanssteklar. Arten är reproducerande i Sverige. Inga underarter finns listade i Catalogue of Life.